# Шая Лабаф
Шая Лабаф (англ. Shia LaBeouf МФА: [ˈʃaɪ.ə ləˈbʌf]; нар. 11 червня 1986) — американський актор, який зіграв головні ролі у блокбастерах «Параноя» (2007), «Трансформери» (2007, 2009, 2011) та «Індіана Джонс і Королівство кришталевого черепа» (2008). Нагороджений премією БАФТА в номінації «Зірка, що сходить» (2008).

## Біографія
Повне ім'я — Шая Сейді Лабаф (англ. Shia Saide LaBeouf). Шая — єврей по матері (його батько каджун), і своє незвичайне ім'я, що з івриту означає «подарунок», «Божий дар», він отримав на честь дідуся. У дитинстві Шая був змушений відвідувати збори анонімних алкоголіків. Туди його приводив разом із собою батько Джеффрі, що страждав від алкогольної і наркотичної залежності.
Вчився в престижній Hamilton Academy of Music у Лос-Анджелесі. У 1999-му році зіграв свою першу роль в 6-му епізоді 7-го сезону Варіант Голдберга (телесеріал «Секретні матеріали») у віці 13 років у ролі хлопчика, якому потрібна операція, але немає грошей. Пошуками яких і допомогли Генрі Вімзу зайнятися агенти Фокс Малдер і Дейна Скаллі.
Має татуювання на правому зап'ясті з написом «1986—2004», на лівому плечі відбиток лапи, і на лівому боці зображено руку в наручниках, що пише лист. Був заарештований у березні 2008 року за те, що відмовився покинути одну з чиказьких аптек. У липні 2008 року Шая потрапив в аварію, в результаті якої пошкодив руку. Після прибуття поліції на місце подій актор відмовився зробити хімічний тест на алкоголь і наркотики. У січні 2009 року лос-анджелеський суд звинуватив його в керуванні автомобілем під впливом алкоголю або наркотичних засобів на підставі «фізичних ознак» (хитання, невиразна мова і т. д.) і відібрав у актора права на водіння.
Любить мексиканську кухню. Вміє грати на барабанах, грав в хіп-хоп групі зі своїм другом дитинства Лоренцо Едуардо. Засновник власної звукозаписної фірми Element Records і кінокомпанію Grassy Slope Films.

### Особисте життя
Під час знімання фільму «Німфоманка» у 2012 році познайомився з британською актрисою Мією Гот. 10 жовтня 2016 року у пари відбулася весільна церемонія у Лас-Вегасі, проведена двійником Елвіса Преслі. У вересні 2018 року оголошено, що пара розійшлася та подала на розлучення. Однак у лютому 2022 року з'явилася інформація про те, що Лабаф і Гот знову разом, а Гот вагітна первістком. У березні 2022 року у них народилася донька.

## Фільмографія

### Фільми
- 2003 — Скарб / Holes — Стенлі Ілнетс
- 2003 — Як залишитися в живих / The Even Stevens Movie — Луї Стівенс
- 2003 — Янголи Чарлі: Повний вперед / Charlie's angels: full throttle — Макс
- 2003 — Битви солдата Келлі / The battle of Shaker heights — Келлі Ернсуіллер
- 2003 — Тупий і ще тупіший: Коли Гаррі зустрів Ллойда / Dumb and Dumberer: When Harry Met Lloyd — Льюїс
- 2004 — Я, робот / I, Robot — Фарбер
- 2005 — Костянтин: Володар темряви / Constantine — Чейз Крамер
- 2005 — Найбільша з ігор / The Greatest Game Ever Played — Френсіс Оумет
- 2006 — Як впізнати своїх святих / A guide to recognizing your saints — Діто в молодості
- 2006 — Боббі / Bobby — Купер
- 2007 — Параноя / Disturbia — Кейл
- 2007 — Трансформери / Transformers — Сем Уітвікі
- 2007 — Тримай хвилю! / Surf's Up — голос Коді Маверік
- 2008 — Індіана Джонс і Королівство кришталевого черепа / Indiana Jones and the kingdom of the crystal skull — Генрі «Пес» Уільямс / Генрі Джонс III
- 2008 — Орлиний зір / Eagle eye — Джеррі Шоу / Ітан Шоу
- 2008 — Нью-Йорку, я люблю тебе / New York, I love you — Джейкоб
- 2009 — Трансформери: Помста полеглих / Transformers: Revenge of the fallen — Сем Уітвікі
- 2010 — Волл-стріт: гроші не сплять / Wall Street: Money Never Sleeps — Джейк «Джейкоб» Мур
- 2011 — Трансформери: Темний бік Місяця / Transformer: Dark of the Moon — Сем Уітвікі
- 2012 — Найп'янкіший округ у світі / Lawless — Джек Бондюрант
- 2013 — Небезпечна ілюзія (Закохатися до смерті) / The Necessary of Charlie Countryman — Чарлі Кантрімен
- 2013 — Німфоманка / Nymphomaniac — Жером
- 2014 — Лють / Fury — Бойд «Пастор» Свон
- 2015 — Війна / Man Down — Гебріел Драмер
- 2016 — Американська любка / American Honey — Джейк
- 2017 — Борг проти Макінроя / Borg McEnroe — Джон Макінрой
- 2019 — Милий хлопчик / Honey Boy — Джеймс Лорт
- 2019 — Арахісовий сокіл / The Peanut Butter Falcon — Тайлер
- 2020 — Збирач податків / The Tax Collector — Кріпер
- 2020 — Фрагменти жінки / Pieces of a Woman — Шін Карсон
- 2022 — Падре Піо / Padre Pio — Піо з П'єтрельчини
- 2024 — Мегалополіс / Megalopolis — Клодіо Пулчер

### Серіали
- 1999 — Дотик янгола / Touched by an Angel (епізод «The Occupant») — Джонні
- 1999 — Секретні матеріали / The X-Files (епізод «Варіант Голдберга») — Річі Лупоне
- 2000 — Швидка допомога / ER (епізод «Abby Road») — Дарнел Сміт
- 2000 — Диваки і навіжені / Freaks and Geeks (епізод «We've Got Spirit») — Герберт
- 2000-03 — Навіть Стівенс / Even Stevens (65 епізодів) — Луї Ентоні Стівенс